# Гранє (Якшич)
45°21′ пн. ш. 17°46′ сх. д. / 45.35° пн. ш. 17.76° сх. д.
Гранє (хорв. Granje) — населений пункт у Хорватії, у Пожезько-Славонській жупанії у складі громади Якшич.

## Населення
Населення за даними перепису 2011 року становило 91 осіб.
Динаміка чисельності населення поселення:

## Клімат
Середня річна температура становить 11,05 °C, середня максимальна – 25,51 °C, а середня мінімальна – -6,08 °C. Середня річна кількість опадів – 802 мм.
| Клімат поселення                              | Клімат поселення | Клімат поселення | Клімат поселення | Клімат поселення | Клімат поселення | Клімат поселення | Клімат поселення | Клімат поселення | Клімат поселення | Клімат поселення | Клімат поселення | Клімат поселення | Клімат поселення |
| Показник                                      | Січ.             | Лют.             | Бер.             | Квіт.            | Трав.            | Черв.            | Лип.             | Серп.            | Вер.             | Жовт.            | Лист.            | Груд.            |                  |
| Середній максимум, °C                         | 5,87             | 8,19             | 12,76            | 17,22            | 22,32            | 25,51            | 25,14            | 24,46            | 20,44            | 15,24            | 9,53             | 5,46             |                  |
| Середня температура, °C                       | −0,1             | 2,22             | 6,79             | 11,26            | 16,35            | 19,54            | 21,20            | 20,49            | 16,48            | 11,28            | 5,56             | 1,50             |                  |
| Середній мінімум, °C                          | −6,08            | −3,75            | 0,81             | 5,29             | 10,37            | 13,57            | 17,24            | 16,54            | 12,53            | 7,33             | 1,61             | −2,43            |                  |
| Норма опадів, мм                              | 50               | 49               | 50               | 62               | 75               | 98               | 72               | 70               | 60               | 72               | 80               | 64               |                  |
| Середньомісячна швидкість вітру, м/с          | 1.90             | 2.17             | 2.47             | 2.40             | 2.14             | 2.00             | 1.90             | 1.78             | 1.76             | 1.80             | 1.89             | 1.96             |                  |
| Середньомісячна сонячна радіація, кДж/м²·день | 4301             | 6981             | 10841            | 15286            | 19239            | 21295            | 22229            | 20175            | 14845            | 9200             | 4849             | 3580             |                  |
| --------------------------------------------- | ---------------- | ---------------- | ---------------- | ---------------- | ---------------- | ---------------- | ---------------- | ---------------- | ---------------- | ---------------- | ---------------- | ---------------- | ---------------- |
| Джерело:                                      |                  |                  |                  |                  |                  |                  |                  |                  |                  |                  |                  |                  |                  |